# 高岡市万葉歴史館
高岡市万葉歴史館（たかおかしまんようれきしかん、英：Takaoka Manyo Historical Museum）は、富山県高岡市に所在する歴史博物館である。富山県博物館協会会員。

## 概要
かつて高岡に在任していた大伴家持が富山県内各地で詠んだ句を万葉集にまとめていたことから、万葉集をテーマとした歴史博物館として、1989年（平成元年）に高岡市市制施行百周年を記念する事業の一環として着工し、1990年（平成2年）10月28日に開館した。

## 館内施設
出典→
常設展示室
家持劇場やメディアボックスを備えている。
企画展示室
万葉集が書かれた当時の生活に関する企画展のための展示室。
四季の庭、屋上自然庭園
万葉集に詠まれた植物が約70種類植えられている。
図書閲覧室
万葉集や古代に関する資料や本を閲覧出来る。